# Eyzerac
Eyzerac (okzitanisch: Aiserac) ist eine Gemeinde mit 547 Einwohnern (Stand: 1. Januar 2022) im französischen Département Dordogne in der Region Nouvelle-Aquitaine. Die Gemeinde gehört zum Arrondissement Nontron und zum Kanton Thiviers. Zuständiger Gemeindeverband ist die Communauté de communes Périgord-Limousin. Die Einwohner werden Eyzeracais bzw. Eyzeracaises genannt.

## Etymologie
Eyzerac ist eine der vielen Gemeinden im Département Dordogne, die mit dem Suffix -ac enden. Dieser leitet sich ab von der gallischen Endung -acum bzw. dem Lateinischen icum – mit der Bedeutung Eigentum, Besitz, Anwesen des. Das Okzitanische Aiserac geht wahrscheinlich auf den gallorömischen Eigennamen Azere zurück und ist mit Anwesen des Azere zu übersetzen.

## Geographie

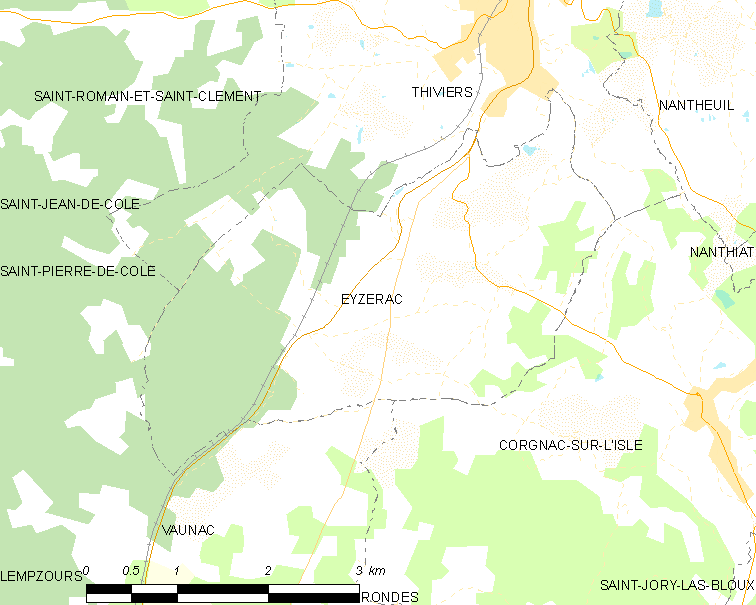
Lagekarte der Gemeinde Eyzerac

Eyzerac liegt etwa 25 Kilometer nordöstlich von Périgueux, 3 Kilometer südlich von Thiviers und 11 Kilometer nordwestlich von Excideuil. Die Gemeinde bildet Teil des Périgord central und gehört bereits zum Einzugsbereich von Thiviers. Touristisch fällt sie in den Grenzbereich von Périgord vert und Périgord blanc.
Umgeben wird Eyzerac von folgenden Nachbargemeinden:
| Thiviers | Thiviers                                    | Thiviers           |
|          | Kompassrose, die auf Nachbargemeinden zeigt |                    |
| Vaunac   |                                             | Corgnac-sur-l’Isle |

Neben dem Ortskern besteht die Gemeinde aus folgenden Weilern, Gehöften und Geländepunkten:
Bois du But, Bosloubet, Chadourgnac, Chantegros, La Contarie, La Cornetie, La Croix de Sainte-Claire, La Faucherie, La Goulinas, La Navoie, La Peyre, La Réveille, La Servolle, Labaurie, Lacaissou, Lassalle, Le Chaufour, Le Clos, Le Couteaux, Le Cros, Le Crouzillou, Le Grand Clos, Le Lac Borne, Le Maignaud, Le Roujallet, Le Trépart, Lédier, Les Berges, Les Chatignoles, Les Gipoux, Les Grésilles, Les Jacquiers, Les Vignasses, Métairie Basse, Monge, Montaugoux, Nouzet, Puypallat und Sainte-Claire.
Der topographisch tiefste Punkt im Gemeindegebiet von Eyzerac mit 149 Meter über dem Meeresspiegel befindet sich an der Ostgrenze südwestlich von Métairie Basse– der Ruisseau de Chadourgnac verlässt hier das Gemeindegebiet. Der höchste Punkt mit 260 Metern wird im äußersten Norden nördlich von Le Roujallet angetroffen. Der maximale Höhenunterschied beträgt 111 Meter, die durchschnittliche Meerhöhe 205 Meter. Das Rathaus kommt auf 160 Meter zu liegen.
Die Gemeinde besitzt eine Gesamtfläche von 11,03 Quadratkilometer.

### Verkehrsanbindung
Durch die Gemeinde führt die Route nationale 21 von Thiviers nach Périgueux. Sie verläuft 1 Kilometer westlich des Ortskerns, der von ihr aus über eine Kommunalstraße erreicht werden kann. Der Ortskern selbst liegt an der D 76 von Thiviers nach Excideuil. Den Westen der Gemeinde durchquert die Bahnstrecke Limoges-Bénédictins–Périgueux, die im Regionalverkehr mit Zügen des Transport express régional bedient wird. Die Gemeinde besaß einst in der Südwestecke eine Haltestelle (Ancienne Halte des Grandes Bruges). Durch Eyzerac verlief früher auch die Bahnstrecke Thiviers–Saint-Aulaire, die 1940 für den Personenverkehr und 1986 für den Güterverkehr stillgelegt wurde. Ihr Bahnhof befand sich bei Labaurie. Die Strecke ist eine beliebte Touristenattraktion und fungiert jetzt als Vélorail (Eisenbahn-Draisine) zwischen Thiviers und Corgnac-sur-l’Isle.

### Fernwanderweg
Nur 350 Meter westlich vom Ortskern von Eyzerac zieht der aus Thiviers kommende Fernwanderweg GR 654 vorbei. Er setzt sich dann weiter nach Süden in Richtung Négrondes und Périgueux fort.

### Bodenbedeckung

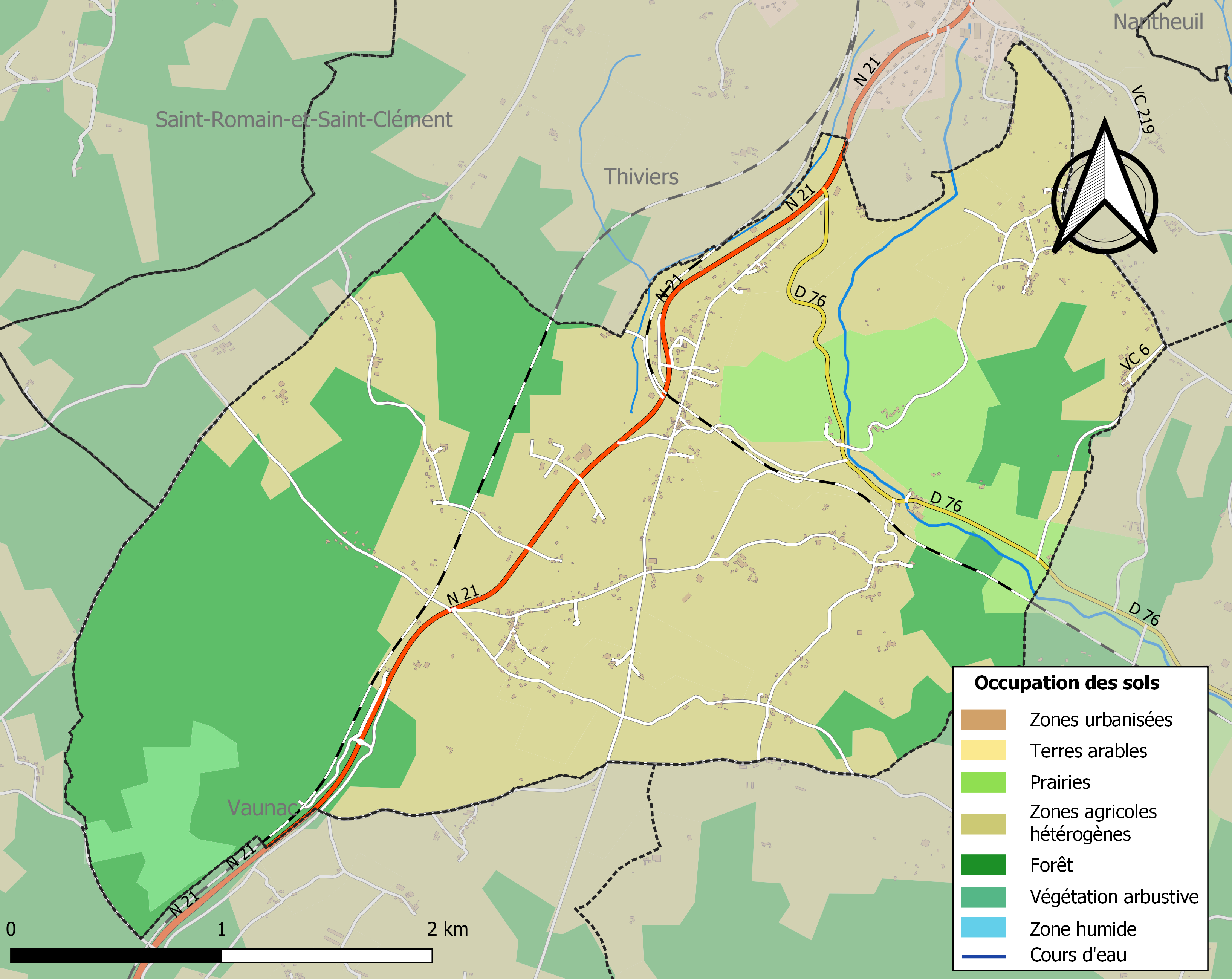
Bodenbedeckung in der Gemeinde Eyzerac

Die Bodenbedeckung der Gemeinde Eyzerac schlüsselt sich im Jahr 2018 gemäß der europäischen Datenbank CORINE Land Cover (CLC) wie folgt auf:
- heterogene landwirtschaftliche Nutzung – 56,7 %
- Wälder oder seminaturelle Ländereien – 32,7 %
- Wiesen – 8,1 %
- Buschwerk – 2,5 %.

Die landwirtschaftliche Nutzung steht mit 64,8 % im Vordergrund. Sie ist im Vergleich zu 1990 (64,7 %) minimal angestiegen.

## Klima
Das Klima ist gemäßigt; Regen (1003 mm/Jahr) fällt übers Jahr verteilt. Die Gemeinde Eyzerac besitzt ein abgeschwächtes ozeanisches Klima mit gemäßigtem Sommer (Cfb nach Köppen und Geiger), das sich durch folgende Parameter auszeichnet:
| Klimaparameter im Zeitraum 1971–2000 |
| --- |
| - Jahresmittel: 11,9 °C - Anzahl der Tage unter −5 °C: 3,4 - Anzahl der Tage oberhalb 30 °C: 7,3 - Maximum im Tages-Temperaturunterschied: 15,5 °C - Jahresniederschlag: 1003 mm - Niederschlagstage im Januar: 13,1 - Niederschlagstage im Juli: 7,6 |

Durch den Klimawandel zeichnen sich Erhöhungen im Jahresmittel ab, die sich bereits auch bemerkbar machen. So ist beispielsweise an der 54 Kilometer entfernten Wetterstation in Brive-la-Gaillarde das langjährige Jahresmittel von 12,7 °C für 1971–2000 über 12,7 °C für 1981–2010 auf 13,0 °C für 1991–2020 angestiegen – ein Zuwachs um 0,3 °C innerhalb von 20 Jahren.

## Hydrographie

Hydrographische Karte von Eyzerac

Einzig nennenswerter Flusslauf in der Gemeinde Eyzerac ist der Ruisseau de Chadourgnac, der nordöstlich vom gleichnamigen Weiler entspringt und auf 3 Kilometer das Gemeindegebiet durchläuft. Er fließt anfangs nach Süden, biegt aber vor Erreichen des Ortskerns in die Südost-Richtung, um schließlich am Ortskern von Corgnac rechtsseitig in die Isle zu münden. Somit gehört er zum Flusssystem Isle-Dronne.
Geomorphologisch interessant ist ein kleiner namenloser Flusslauf, der im Süden von Thiviers entspringt und dann westlich von Monge den Nordwesten der Gemeinde betritt. Er fließt bis westlich von Labaurie, wo er in einer Flussschwinde in den Untergrund abtaucht. Die anschließende flache, sich bis westlich von Les Berges hinziehende Talung ist ein Polje, das im Südosten und Süden von zahlreichen Dolinen umgeben wird.
An ihrer Südwestgrenze berührt die Gemeinde die Wasserscheide zwischen der Côle, einem linken Nebenfluss der Dronne, im Westen und der Isle im Osten.

## Geologie

Geologische Karte der Gemeinde Eyzerac

Die Gemeinde Eyzerac liegt vollständig auf flachliegenden Sedimenten des nördlichen Aquitanischen Beckens. Die anstehende Schichtenfolge stammt aus dem Unteren und Mittleren Jura und reicht vom Hettangium bis zum Bathonium. Darüber legen sich Sedimente des kontinentalen Tertiärs – in der Hauptsache Lockersedimente.

### Unterer Jura
Der Untere Jura beschränkt sich auf den Nordostabschnitt der Gemeinde Eyzerac. Die Sedimentfolge beginnt mit dem Hettangium (Formationen I1 und I2). Das Untere Hettangium ist fluviatilen Ursprungs: Konglomerate, grobe Sandsteine und Sandsteine. Das Obere Hettangium besteht bereits aus marinen dolomitischen Mergeln und schließt mit Oolithkalken (mögliches Sinemurium I3-4). Das Pliensbachium (Formation I5-6) wird aus groben litoralen Sandsteinen und dolomitischen Sandsteinen aufgebaut. Das Toarcium mit seinen Tonsteinen und grauen Mergeln war früher von großer Bedeutung für Ziegeleibetriebe. Das abschließende Aalenium nimmt erneut dolomitischen Charakter an (Toarcium und Aalenium sind auf der geologischen Karte als I7-9 zusammengefasst).

### Mittlerer Jura
Der Mittlere Jura nimmt die Südosthälfte der Gemeinde ein. Ältestes aufgeschlossenen Schichtglied ist Bajocium  der Formation j1b – eine Wechselfolge aus kryptokristallinen Kalken mit bioklastischen und oolithischen Kalken. Dessen Basis kann auch rekristallisiert vorliegen. Sodann erscheinen die Oolithkalke der Formation j1c-2a, die vom Oberbajoc bis ins unterste Bathonium reichen. Darüber folgt Unteres und Mittleres Bathonium (Formation j2b). Hierbei handelt es sich um eine Wechselfolge von kryptokristallinen und bioklastischen Kalken mit teils lignithaltigen Tonen. Die Serie schließt mit Oberbathon (Formation j2-6(a)), bestehend aus einer Wechselfolge von kryptokristallinen, stellenweise kreidigen Kalken mit feinschutthaltigen Kalken.

### Sidérolithique
Ein Fetzen des so genannten Sidérolithique (eisenhaltige, rote, sehr kompakte, tonige Sande der Formation e-p) findet sich auf rekristallisiertem Bajocium nur wenig südöstlich des Ortskerns. Seine zeitliche Stellung wird sehr ungenau mit Eozän bis Pliozän angegeben.

### Tertiäre Lockersedimente
Die tertiären Lockersedimente bedecken den gesamten West- und Südwestabschnitt der Gemeinde Eyzerac. Die altpleistozänen Flussschotter der Formation Fs bilden die Hochlagen entlang der Westgrenze mit Auslegern nördlich des Ortskerns sowie zwischen Les Berges und Le Maignaud. Sie enthalten Sande, Kiese und Schotter, die in eine tonige Grundmasse (hervorgegangen möglicherweise aus marbrierten Paläoböden) eingebettet sind. Ihre kolluvialen Umlagerungsprodukte (Formation CF) enthalten mehrheitlich Gerölle und dürften sich zum Großteil aus den Flussschottern entwickelt haben. Sie schließen sich im Osten der Flussschotter an, haben aber darüber hinaus zwei kleine Ausleger nördlich des Ortskerns sowie an der Südgrenze. Die Talung des Ruisseau de Chadourgnac wird von holozänem Alluvium (Formation K) ausgefüllt.

### Karstphänomene
In der Gemeinde Eyzerac treten wie unter der Rubrik Hydrographie bereits ausgeführt mehrere Karstphänomene in Erscheinung, die alle den Mittleren Jura betreffen. So befindet sich die Flussschwinde beim Antreffen von Bajocium auf zirka 195 Meter Meerhöhe. Das sich anschließende Polje liegt dann ebenfalls im Bajocium. Es ist etwa 1 Kilometer lang, 250 Meter breit und endet bei Les Berges, wo sich das Gelände dann auf 206 Meter heraushebt. Im Umkreis des Poljes sind ein Dutzend kleine Dolinen vorhanden. Sie liegen vorwiegend in den Formationen des Bathoniums.

### Tektonik
Der Untere Jura und die Basis des Mittleren Juras werden von einigen steilstehenden Verwerfungen durchsetzt, deren Streichrichtung mehrheitlich nach Südost gerichtet ist, den Ortskern durchzieht aber eine Ostsüdost-Störung. Die Rekristallisation des Bajociums ist wahrscheinlich auf Südost-Störungen zurückzuführen.

## Geschichte
Vor 1736 gehörte die Pfarrei Eyzerac noch zur Landvogtei Thiviers und wurde sodann dem Herrensitz Château de Laxion in der Gemeinde Corgnac-sur-l’Isle zugesprochen. 
Zwischen 1756 und 1789 hieß die Gemeinde noch Eyzera.
Die neuromanische Ortskirche Saint-Martial stammt aus dem 19. Jahrhundert.

## Bevölkerungsentwicklung
| Jahr | Einwohner |  |
| 1962 | 462       |  |
| 1968 | 432       |  |
| 1975 | 422       |  |
| 1982 | 430       |  |
| 1990 | 493       |  |
| 1999 | 510       |  |
| 2006 | 556       |  |
| 2008 | 569       |  |
| 2013 | 558       |  |
| 2018 | 558       |  |
| 2020 | 556       |  |

Quelle: INSEE
Die Bevölkerungsentwicklung in Eyzerac war von 1962 bis 1975 leicht rückläufig, stieg aber dann auf einen Höhepunkt im Jahr 2008 an. Seitdem haben sich die Bevölkerungszahlen stabilisiert.
Die bisher höchste Einwohnerzahl wurde im Jahr 1891 mit 868 Bewohnern ermittelt. 
Die Bevölkerungsdichte in Eyzerac beträgt 50,4 Einwohner pro Quadratkilometer.

## Verwaltung
Bürgermeister in der Gemeinde Eyzerac ist seit März 2014 Claude Bost, der im Mai 2020 wiedergewählt wurde.

## Präsidentschaftswahlen 2022
| Kandidaten                       | Kandidaten            | Parteien                      | Parteien            | 1. Wahlgang | 1. Wahlgang | 2. Wahlgang | 2. Wahlgang |
| Kandidaten                       | Kandidaten            | Parteien                      | Parteien            | Stimmen     | %           | Stimmen     | %           |
| -------------------------------- | --------------------- | ----------------------------- | ------------------- | ----------- | ----------- | ----------- | ----------- |
|                                  | Marine Le Pen         | Front national                | FN                  | 128         | 33,33 %     | 184         | 60,73 %     |
|                                  | Emmanuel Macron       | En marche !                   | EM                  | 68          | 17,71 %     | 119         | 39,27 %     |
|                                  | Jean-Luc Mélenchon    | Front de gauche               | FDG                 | 67          | 17,45 %     |             |             |
|                                  | Éric Zemmour          | Reconquête                    |                     | 15          | 3,91 %      |             |             |
|                                  | Valérie Pécresse      | Les Républicains              | LR                  | 22          | 5,73 %      |             |             |
|                                  | Jean Lassalle         | Résistons !                   | R                   | 33          | 8,59 %      |             |             |
|                                  | Anne Hidalgo          | Parti socialiste              | PS                  | 7           | 1,82 %      |             |             |
|                                  | Fabien Roussel        | Parti communiste français     | PC                  | 19          | 4,95 %      |             |             |
|                                  | Nicolas Dupont-Aignan | Debout la République          | DLR                 | 11          | 2,87 %      |             |             |
|                                  | Yannick Jadot         | Europe Écologie-Les Verts     | EELV                | 7           | 1,82 %      |             |             |
|                                  | Nathalie Arthaud      | Lutte Ouvrière                | LO                  | 2           | 0,52 %      |             |             |
|                                  | Philippe Poutou       | Nouveau Parti anticapitaliste | NPA                 | 5           | 1,30 %      |             |             |
|                                  |                       |                               |                     |             |             |             |             |
| Gesamt                           | Gesamt                | Gesamt                        | Gesamt              | 384         | 100 %       | 303         | 100 %       |
|                                  |                       |                               |                     |             |             |             |             |
| Gültige Stimmen                  | Gültige Stimmen       | Gültige Stimmen               | Gültige Stimmen     | 384         | 98,97 %     | 303         | 83,47 %     |
| Ungültige Stimmen                | Ungültige Stimmen     | Ungültige Stimmen             | Ungültige Stimmen   | 4           | 1,03 %      | 60          | 16,53 %     |
| Wahlbeteiligung                  | Wahlbeteiligung       | Wahlbeteiligung               | Wahlbeteiligung     | 388         | 86,22 %     | 363         | 80,67 %     |
| Enthaltungen                     | Enthaltungen          | Enthaltungen                  | Enthaltungen        | 62          | 13,78 %     | 87          | 19,33 %     |
| Registrierte Wähler              | Registrierte Wähler   | Registrierte Wähler           | Registrierte Wähler | 450         |             | 450         |             |
|                                  |                       |                               |                     |             |             |             |             |
| Quelle: Ministère de l'Intérieur |                       |                               |                     |             |             |             |             |

Die Präsidentschaftswahlen 2022 in Eyzerac konnte Marine Le Pen deutlich für sich entscheiden.

## Wirtschaft

### Beschäftigung
Im Jahr 2015 betrug die erwerbsfähige Bevölkerung zwischen 15 und 64 Jahren 272 Personen (48,7 % der Gesamtbevölkerung). Als arbeitslos waren 24 Personen gemeldet (im Jahr 2010 waren dies nur 9), die Arbeitslosigkeit belief sich somit auf 8,8 %.

### Unternehmen
Am 31. Dezember 2015 waren in der Gemeinde Eyzerac 45 Unternehmen angesiedelt, davon 24 in Handel, Transport und Dienstleistungen, 7 im Baugewerbe, 6 in der Industrie, 5 in Landwirtschaft, Forst oder Fischerei und 3 in Verwaltung, Bildung, Gesundheit oder Sozialhilfe.

## Sehenswürdigkeiten
- Ortskirche Saint-Martial aus dem 19. Jahrhundert
- Herrenhaus Chadourgnac

## Photogalerie

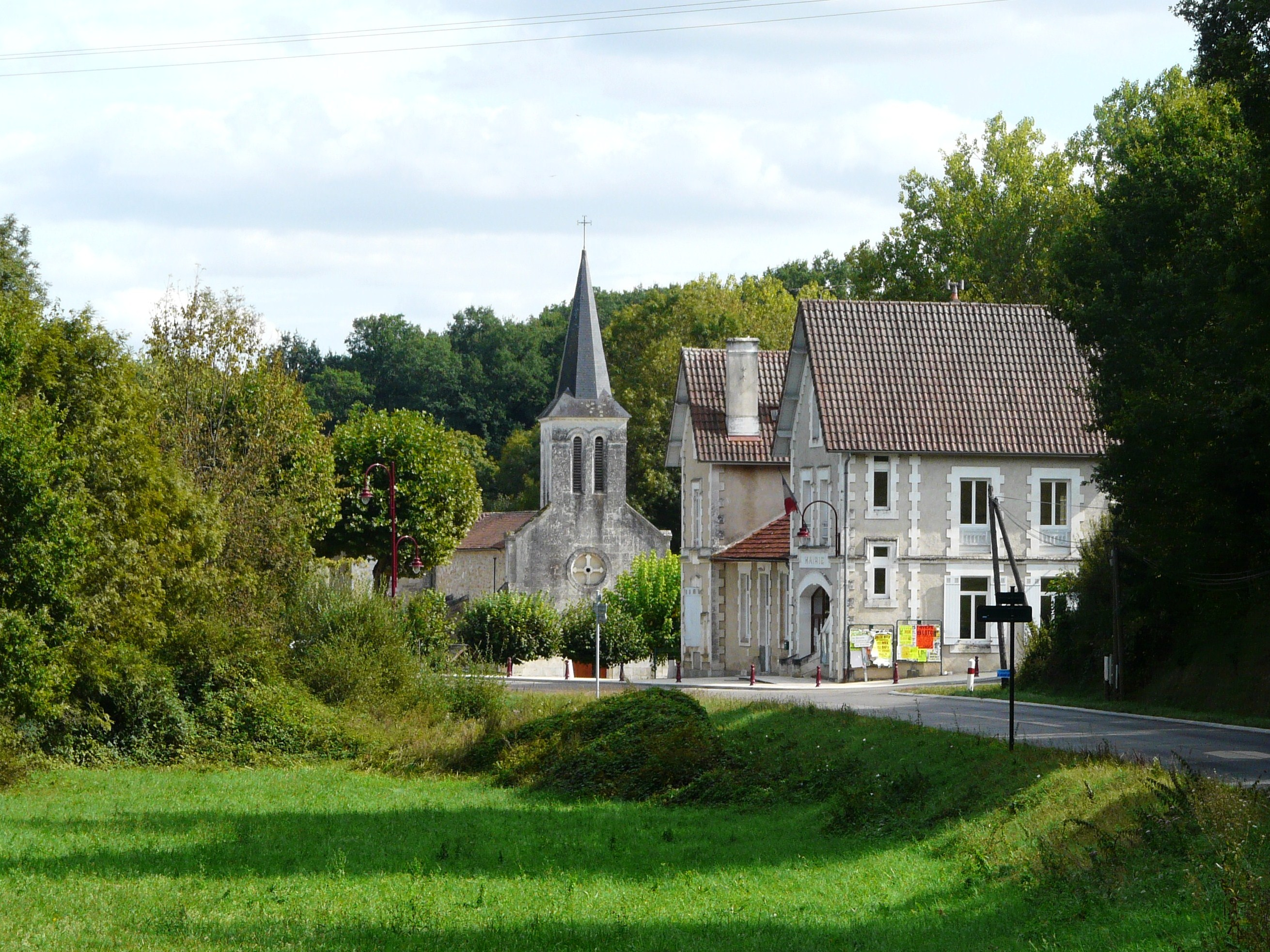
Ortsansicht entlang der D 76
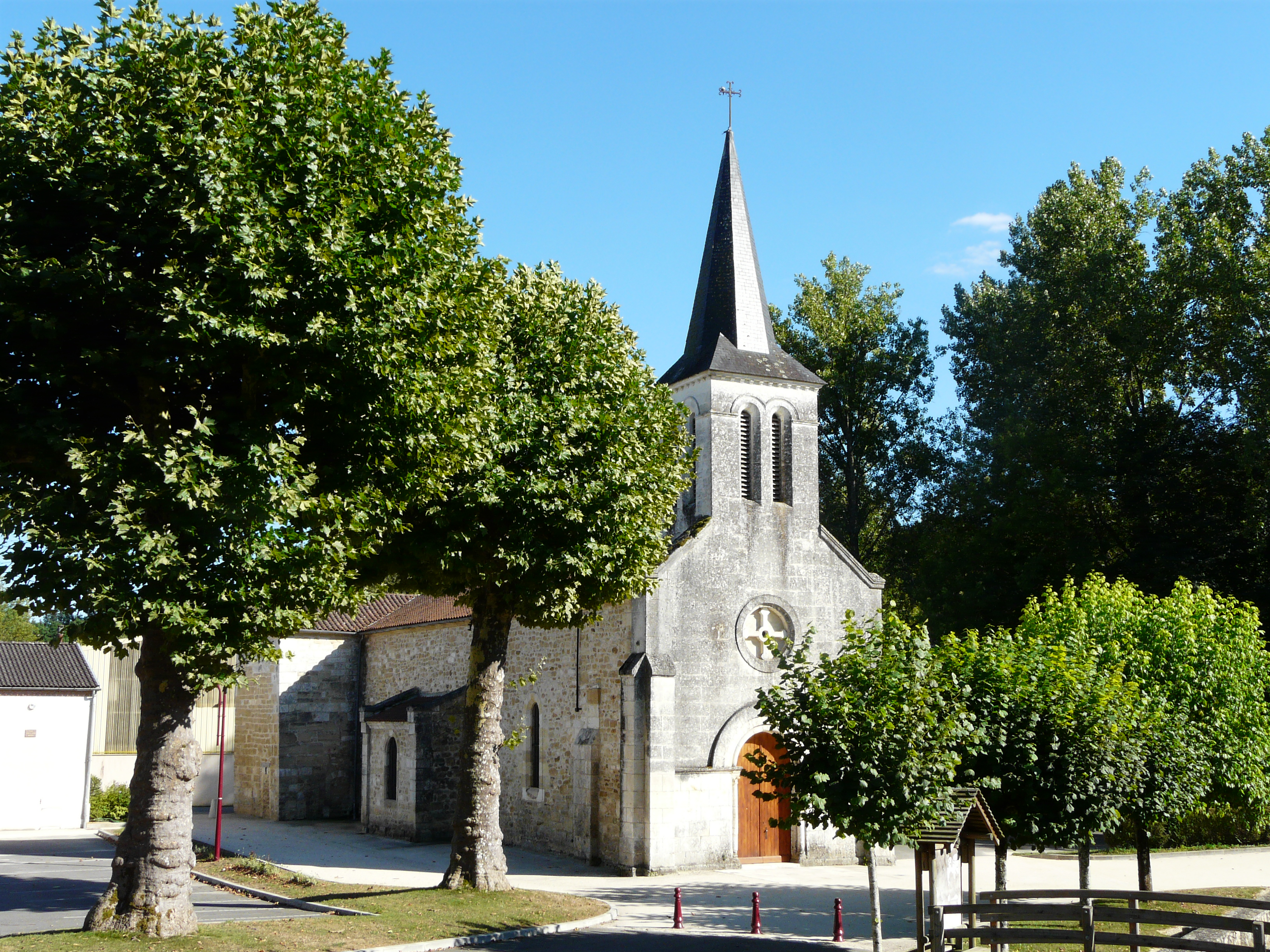
Ortskirche Saint-Martial
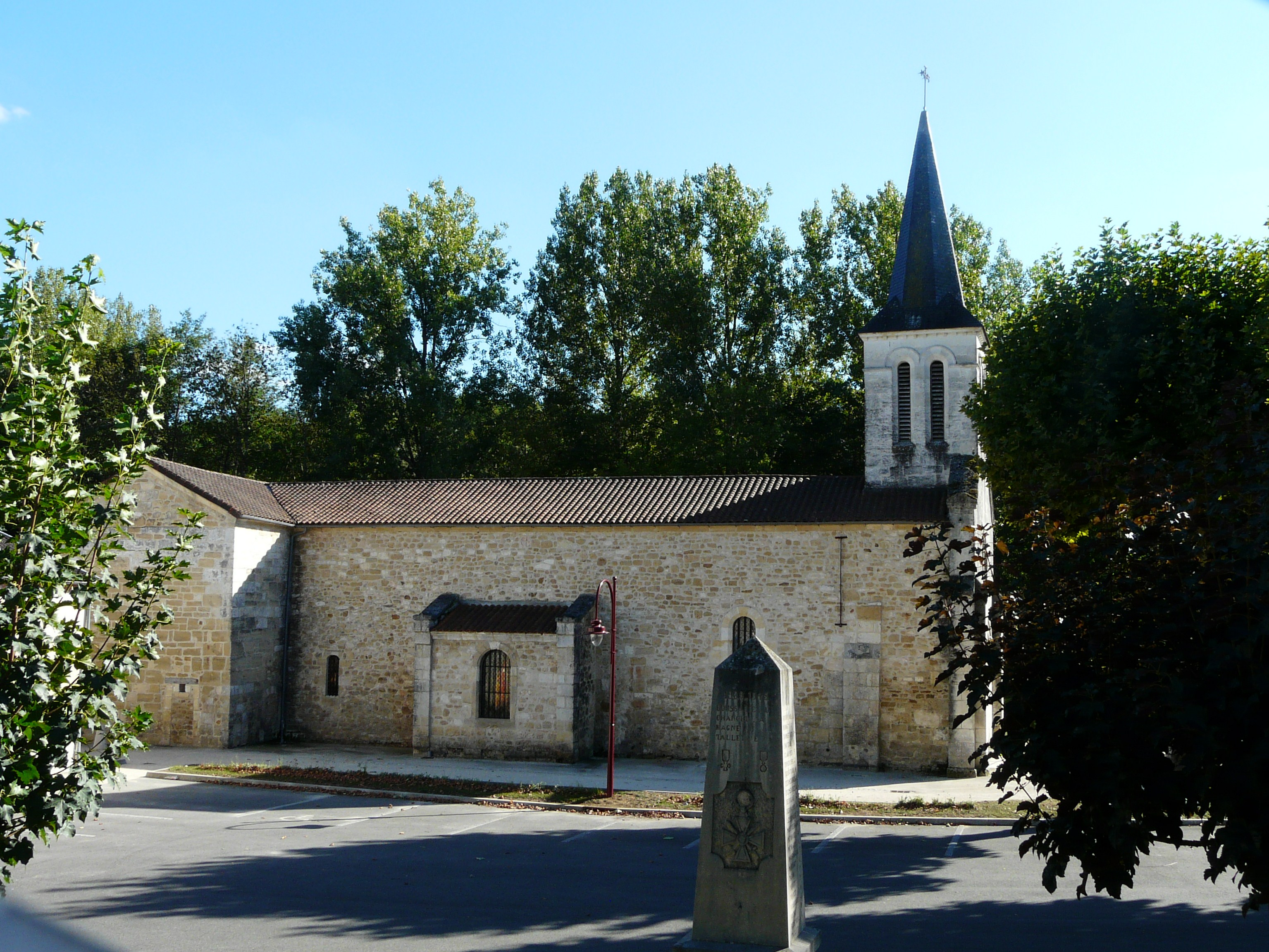
Kriegerdenkmal und Ortskirche von Norden
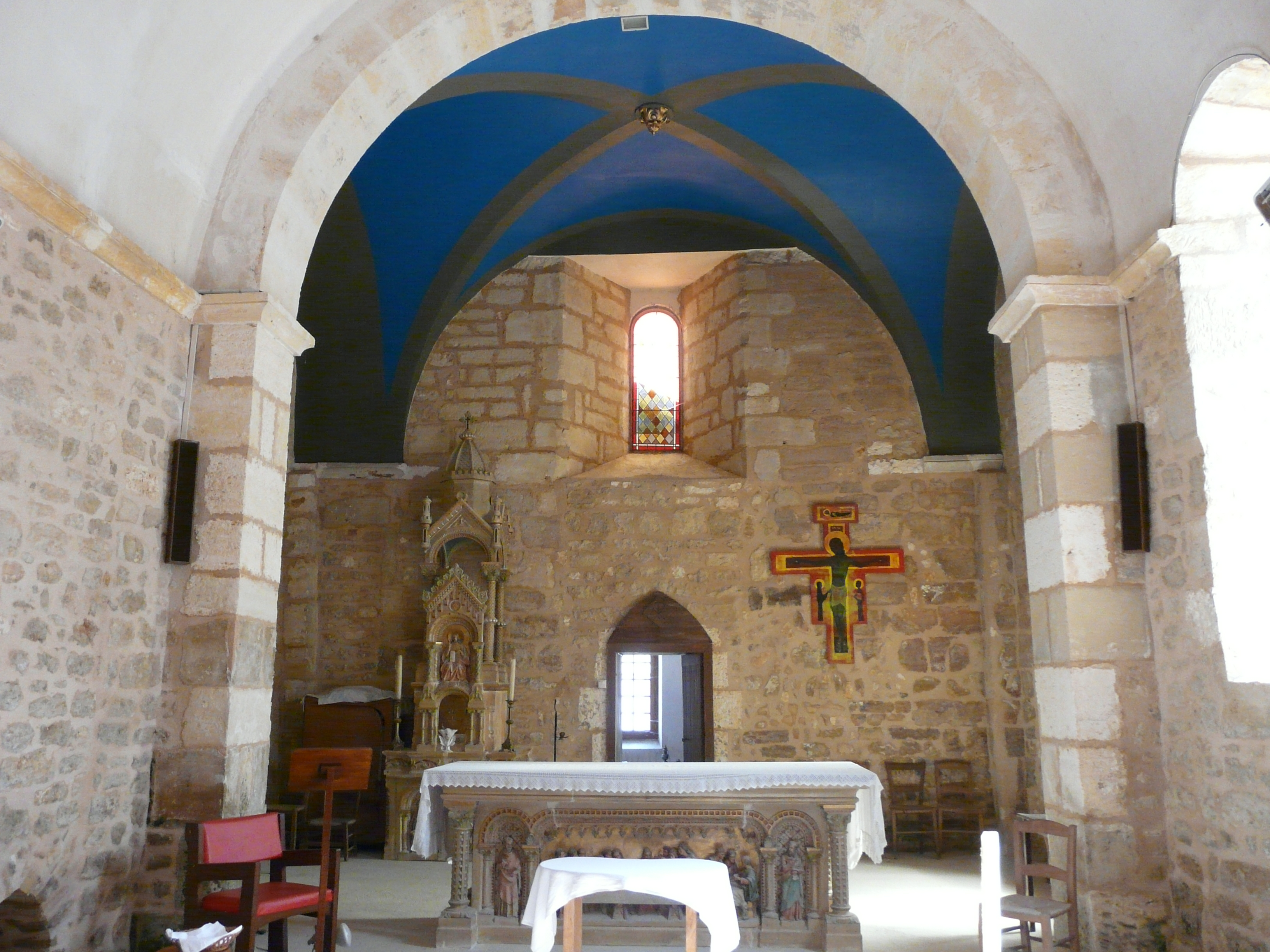
Chorraum von Saint-Martial
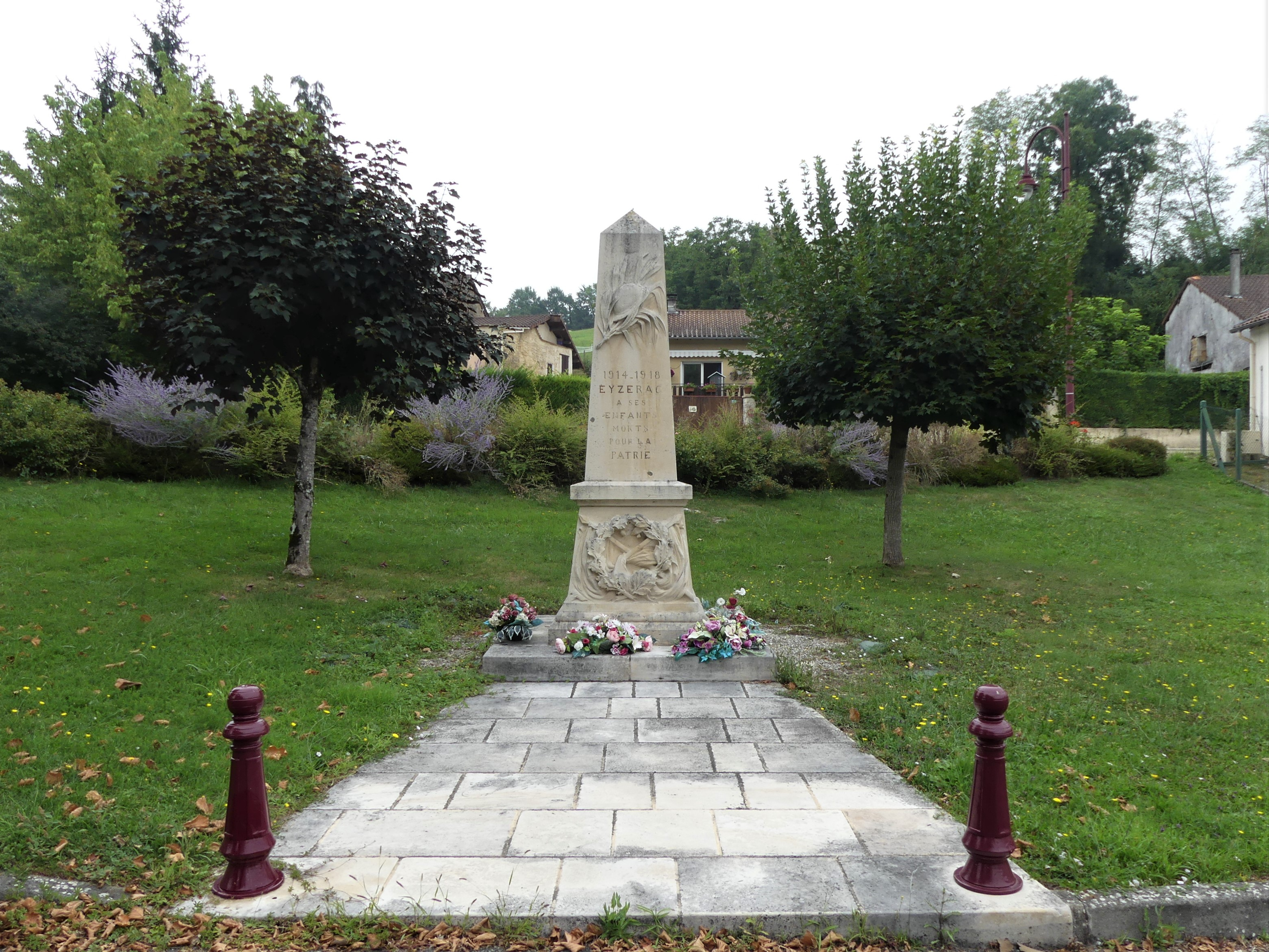
Kriegerdenkmal
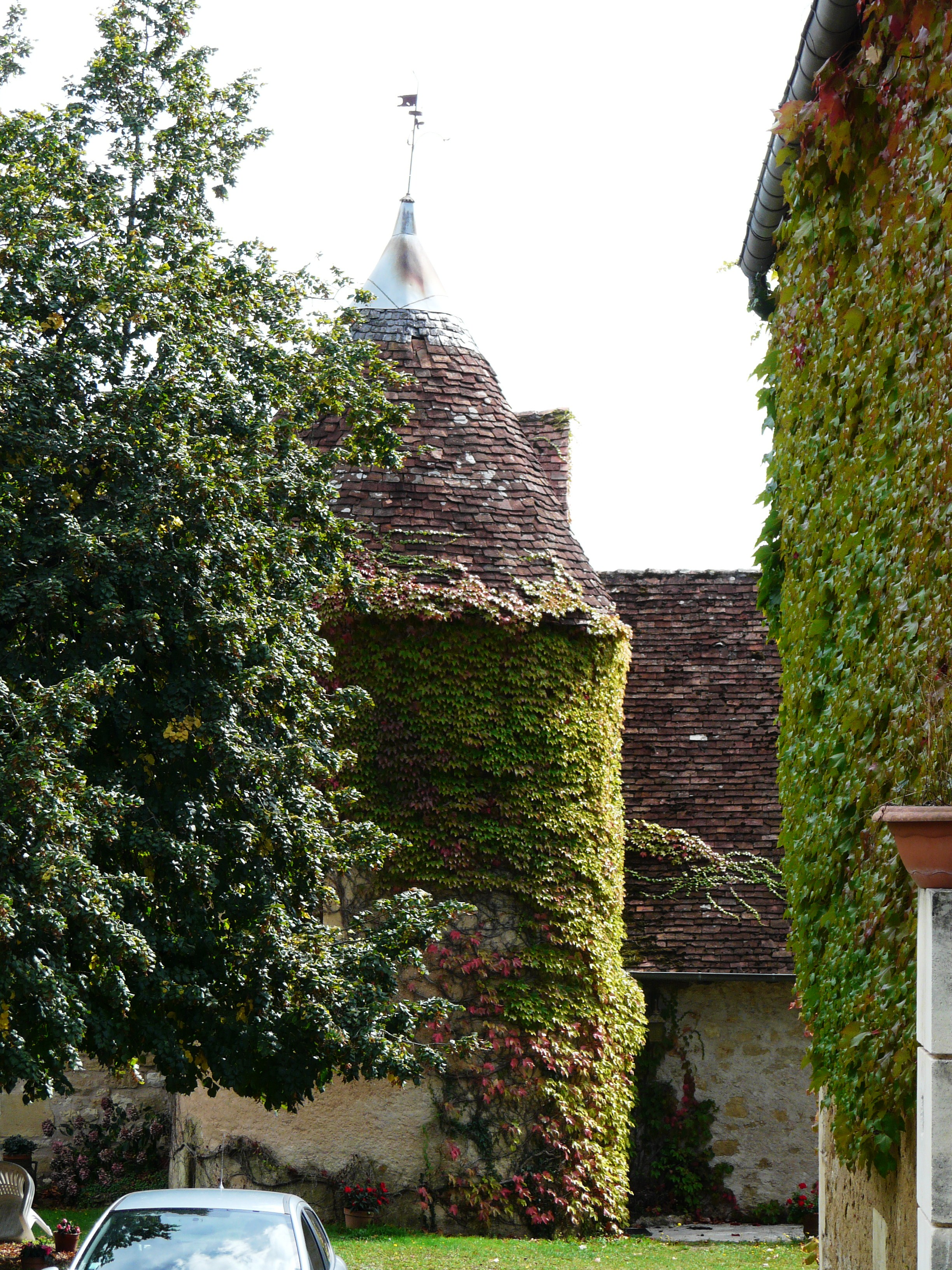
Herrenhaus Chadourgnac mit Turm